# Rangitïkei (fleuve)
Pour les articles homonymes, voir District de Rangitikei.
Le Rangitïkei (anglais : Rangitïkei River) est le cinquième plus long cours d'eau de la Nouvelle-Zélande. Coulant dans la région de Manawatu-Wanganui, dans le district homonyme de Rangitikei, de l'île du Nord, il est long de 185 km.

## Géographie
Il puise sa source au sud-est du lac Taupo dans les monts Kaimanawa et son embouchure est située sur la mer de Tasman à 40 km au sud-est de la ville de Wanganui. Il coule dans le plateau central de l'île du Nord, passant par les villes de Taihape, Mangaweka, Hunterville, Marton et Bulls jusqu'à son embouchure au South Taranaki Bight (en) à Tangimoana.
Le terrain accidenté du district de Rangitikei fait de lui une destination touristique, principalement pour le saut à l'élastique et le rafting. Une portion du cours d'eau fut utilisée en tant que lieu de tournage du film La Communauté de l'anneau du réalisateur néo-zélandais Peter Jackson ; il incarne une partie du grand fleuve Anduin.

## Affluents
- la rivière Moawhango (rd[note 2]), 62 km
- la rivière Hautapu (rd), 34 km
- la rivière Mangawharariki (rg), 24 km

## Étymologie
On reconnaît dans le nom du Rangitikei les mots maoris rangi « jour » et tikei « étendre, étirer, écarter les jambes ». Selon la tradition maorie, ce nom est lié à l'histoire de Hau, mythique personnage parti à la recherche de sa femme enfuie Waikara, et dont les tribulations légendaires sont ponctuées de créations toponymiques et hydronymiques. Ainsi, après avoir traversé et nommé les rivières de Whanganui, Whangaehu et Turakina, « à grandes enjambées, il atteignit le Rangitikei », dont le nom s'interprète alors par « le jour des grandes enjambées ». D'autres sources parlent plutôt d'un gué que Hau aurait négocié sur la pointe des pieds. Il ne semble pas exister, dans les ouvrages de référence actuels, d'autre interprétation que celle qui associe ce nom à la légende de Hau.
Le fleuve a donné son nom au district de Rangitikei, dans lequel il coule.